# Невоље једног Бранимира
„Невоље једног Бранимира” је југословенска телевизијска серија снимљена 1982. године у продукцији ТВ Загреб.

## Улоге
| Глумац             | Улога                       |
| ------------------ | --------------------------- |
| Угљеша Којадиновић | Леополд (3 еп. 1982)        |
| Мирјана Каузларић  | Барбара Барић (3 еп. 1982)  |
| Мустафа Надаревић  | Бертхолд Барић (3 еп. 1982) |
| Мирко Баучић       | Бранимир Барић (3 еп. 1982) |
| Мирко Ђурински     | (3 еп. 1982)                |
| Силвио Јурић       | (3 еп. 1982)                |
| Санда Карлин       | Мирјана (3 еп. 1982)        |
| Јадранко Мештровић | (3 еп. 1982)                |
| Јагода Краљ        | Марија (2 еп. 1982)         |
| Душан Џакула       | Полицајац 2 (1 еп. 1982)    |
| Вида Јерман        | Учитељица (1 еп. 1982)      |
| Звонко Лепетић     | Инспектор (1 еп. 1982)      |
| Томислав Липљин    | Полицајац 1 (1 еп. 1982)    |
| Радослав Спицмилер | Зоранов отац (1 еп. 1982)   |

Комплетна ТВ екипа  ▼
| Редитељ    | Звонимир Илијић | (непознат број епизода) |
| Сценариста | Звонимир Илијић | (непознат број епизода) |